# Steinheim (Adelsgeschlecht)

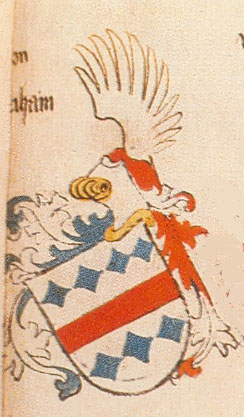
Wappen im Ingeram-Codex

Steinheim, auch Stainheim oder Stainhaim, ist der Name eines schwäbischen Adelsgeschlechtes.
Namensgebender Stammsitz war Steinheim, heute Stadtteil der mittelschwäbischen Stadt Neu-Ulm. Im 15. Jahrhundert zählten Waldkirch, Haldenwang, Rettenbach und Hafenhofen zu ihren Besitzungen. Ihnen gehörte die Herrschaft Baumgarten und weiterer Besitz innerhalb der Markgrafschaft Burgau. Sie waren in der Gesellschaft zum Leitbracken organisiert.
Wappendarstellungen befinden sich im Ingeram-Codex, im Scheiblersches Wappenbuch und in Siebmachers Wappenbuch: Das silberne Wappenschild wird von einem roten Balken waagrecht geteilt, darüber sitzen vier, darunter drei blaue Rauten. Die Helmdecken sind Silber und Blau bzw. Rot. Die Helmzier ist ein geschlossener Flug, der teils in Silber, teils geteilt in Silber und Schwarz dargestellt wird.

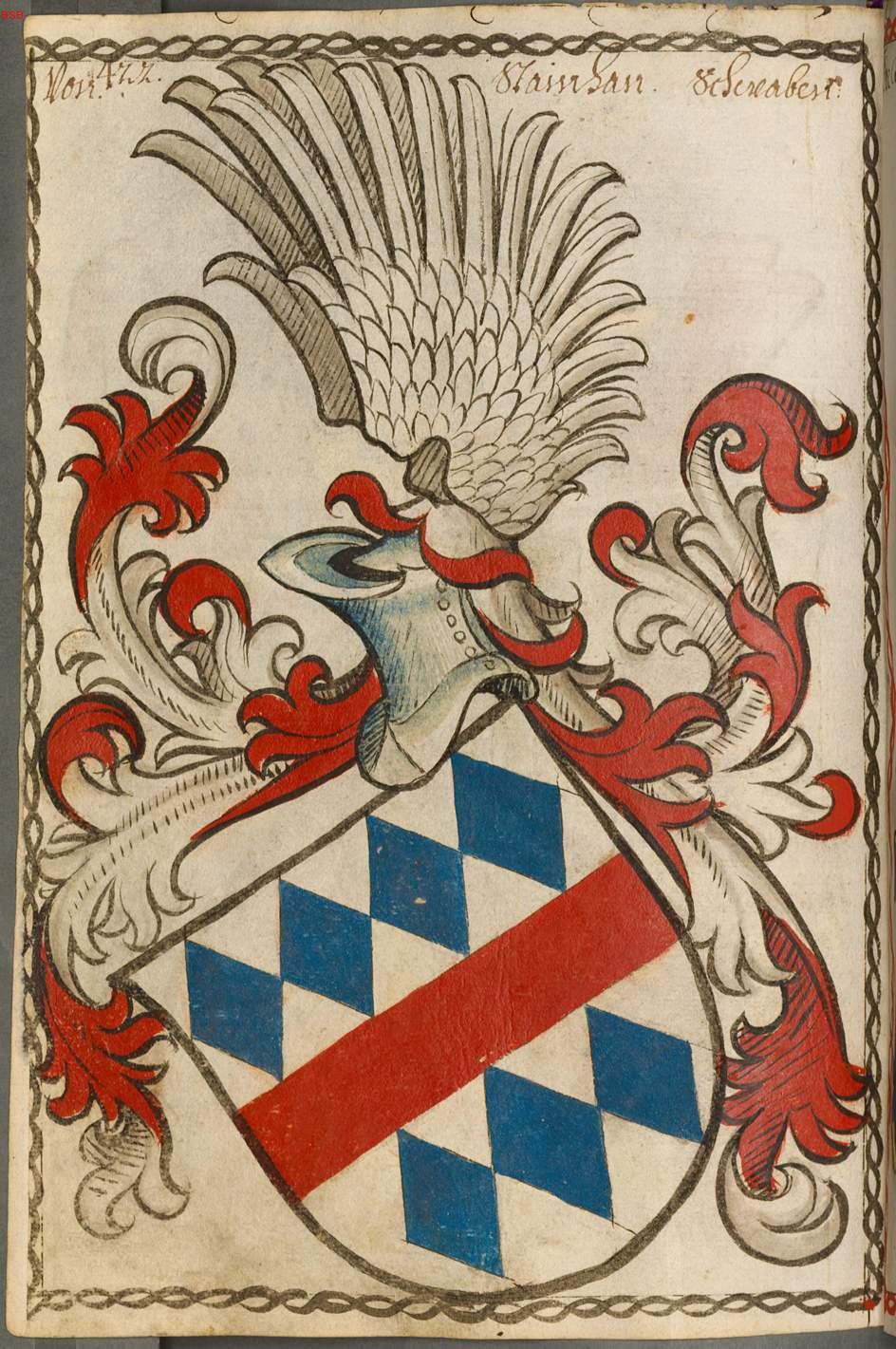
Wappen im Scheiberschen Wappenbuch
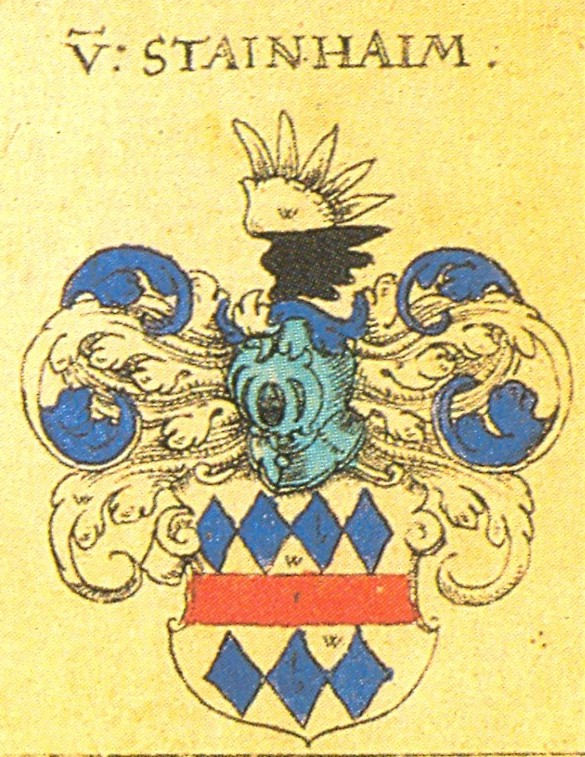
Wappen in Siebmachers Wappenbuch
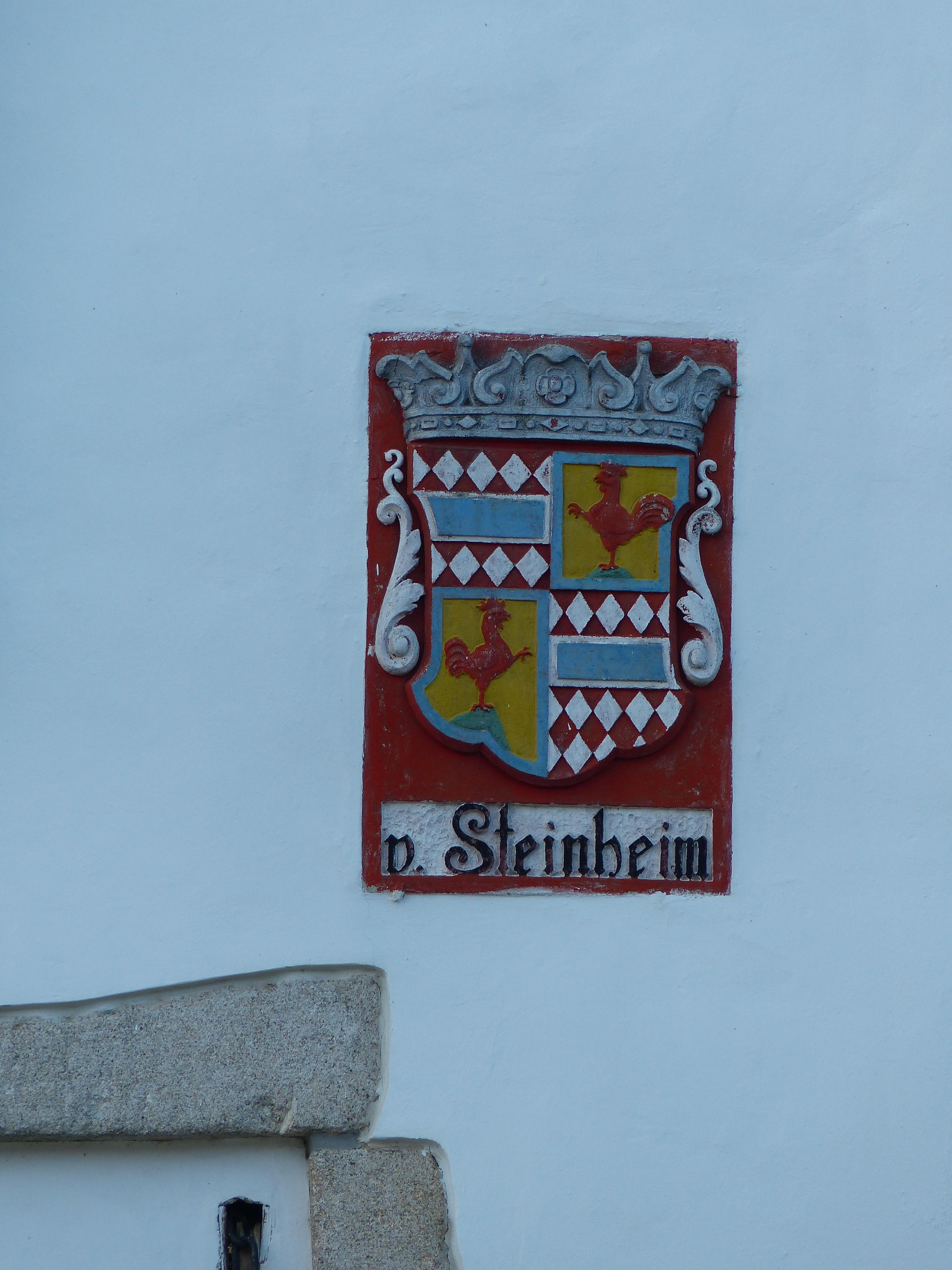
Gemehrtes Wappen des Veit Dietrich von Steinheim

Veit Dietrich von Steinheim war Oberstlieutenant des Regiments Hatzfeld in der Oberpfalz und 1635 Kommandant des Egerer Kreises. Er führte ein gemehrtes freiherrliches Wappen. Während sich in den Feldern eins und vier das ursprüngliche Wappen wiederholt, befindet sich in den anderen beiden goldenen Feldern ein roter Hahn auf einem grünen Dreiberg, ebenfalls als Motiv der erweiterten Helmzier. Die Helmzier des ursprünglichen Familienwappens ist zusätzlich gekrönt. Veit Dietrich von Steinheim ist mit seiner Frau und seinem Sohn in der Grablege der Burg Seeberg in der Kirche von St. Wolfgang bestattet, die Epitaphe sind erhalten geblieben. Zu seinen Besitzungen im Egerer Raum zählten unter anderem Rinmbach und Haslau. In Haslau trat er die Nachfolge der Familie von Kotzau an.